# Beauvoorde
Beauvoorde était une commune dans la province de Flandre-Occidentale située en Région flamande, issue de la fusion des anciennes communes de Vinkem et Wulveringem en 1971. La commune n'a connue qu'une brève existance et fut déjà dissoute lors de la fusion des communes de 1977 quand les deux villages furent intégrés en tant que sections dans la ville belge de Furnes. Le nom de la commune est inspiré du Château de Beauvoorde situé sur le territoire de Wulveringem.

## Démographie

### Évolution démographique
- Sources : INS, Rem. : 1831 jusqu'en 1970 = recensements, 1976= population au 31 décembre[1].